# John Willoughby
John Willoughby è un personaggio immaginario, uno dei protagonisti maschili del romanzo Ragione e sentimento di Jane Austen. È descritto come un bel giovane non sposato, con una piccola proprietà, ma con l'aspettativa di ereditare la grande tenuta di sua zia.
Il suo personaggio è stato interpretato da vari attori fra cui Clive Francis nello sceneggiato televisivo del 1971 della BBC, da Peter Woodward nello sceneggiato televisivo del 1981, da Greg Wise nel film Ragione e sentimento (film) del 1995, da Dominic Cooper nella serie televisiva della BBC del 2008 e da Kuno Becker (con il nome di "Rodrigo Fuentes") nel film del 2011 From Prada to Nada.